# Menippidae
Famille
Les Menippidae sont une famille de crabes. Elle comporte 13 espèces actuelles et huit fossiles dans cinq genres.

## Liste des genres
| Selon World Register of Marine Species (10 juin 2021) : - genre Menippe De Haan, 1833 (in De Haan, 1833-1850) - genre Myomenippe Hilgendorf, 1879 - genre Ruppellioides A. Milne-Edwards, 1867 - genre Sphaerozius Stimpson, 1858 | Selon ITIS : - genre Eriphia Latreille, 1817 - genre Globopilumnus Balss, 1933 - genre Menippe De Haan, 1833 - genre Ozius H. Milne Edwards, 1834 - genre Sphaerozius Stimpson, 1858 |

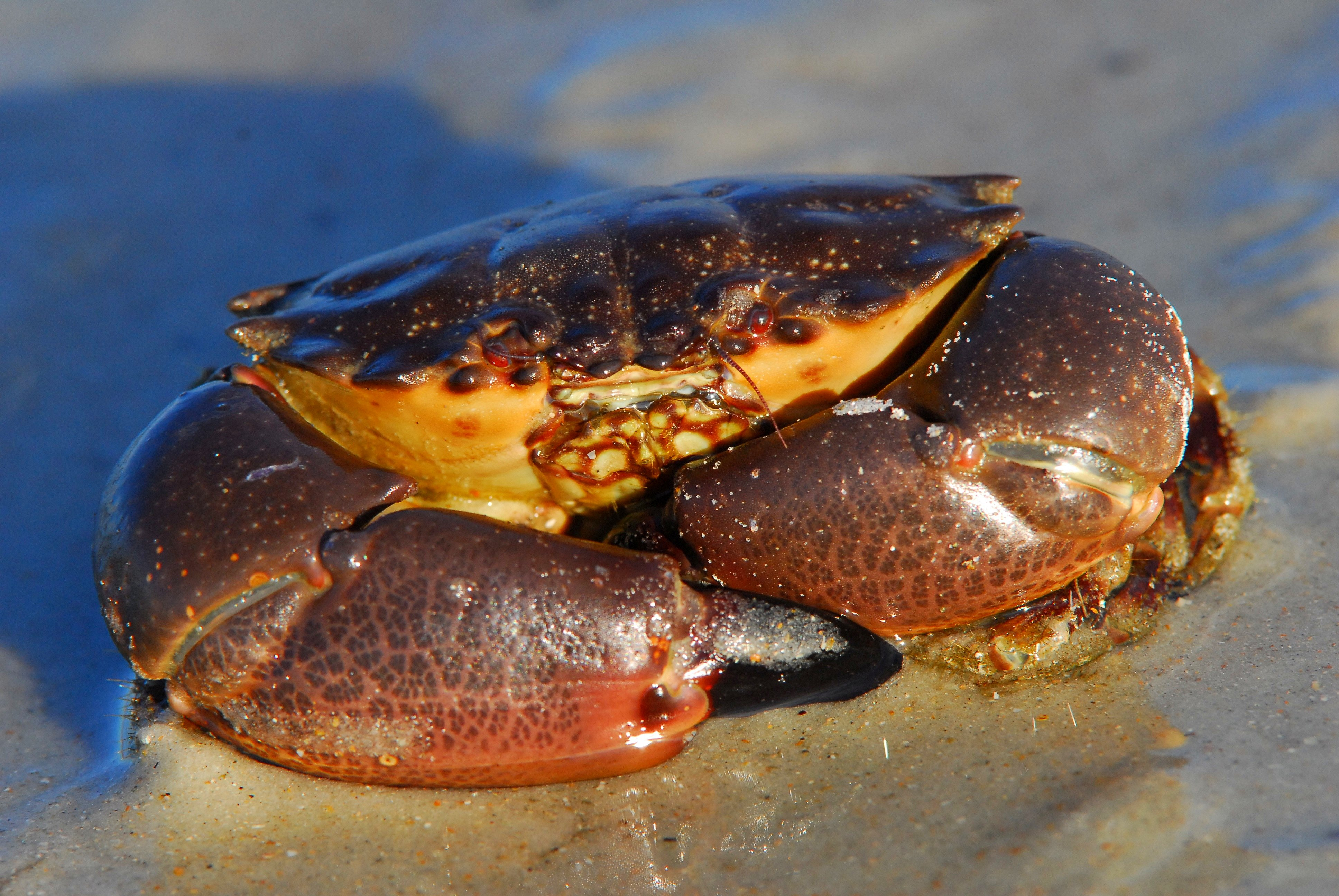
Menippe mercenaria
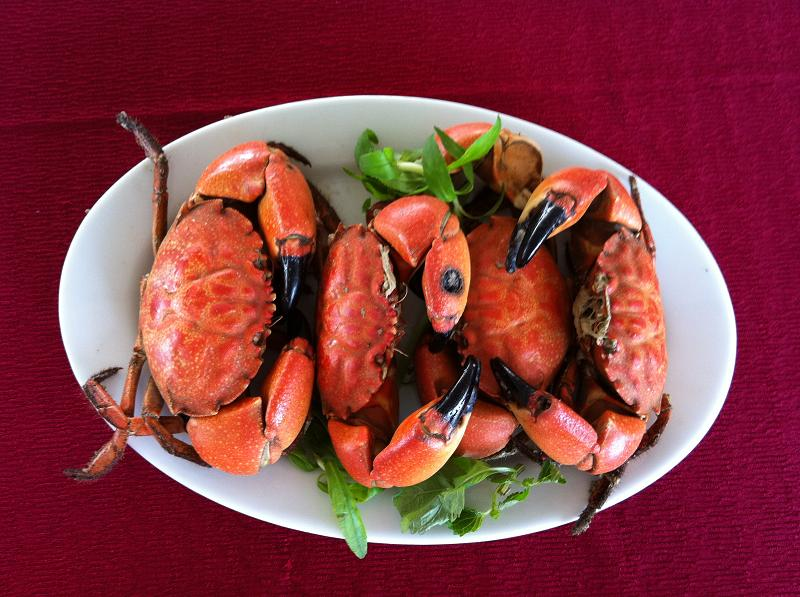
Myomenippe hardwickii
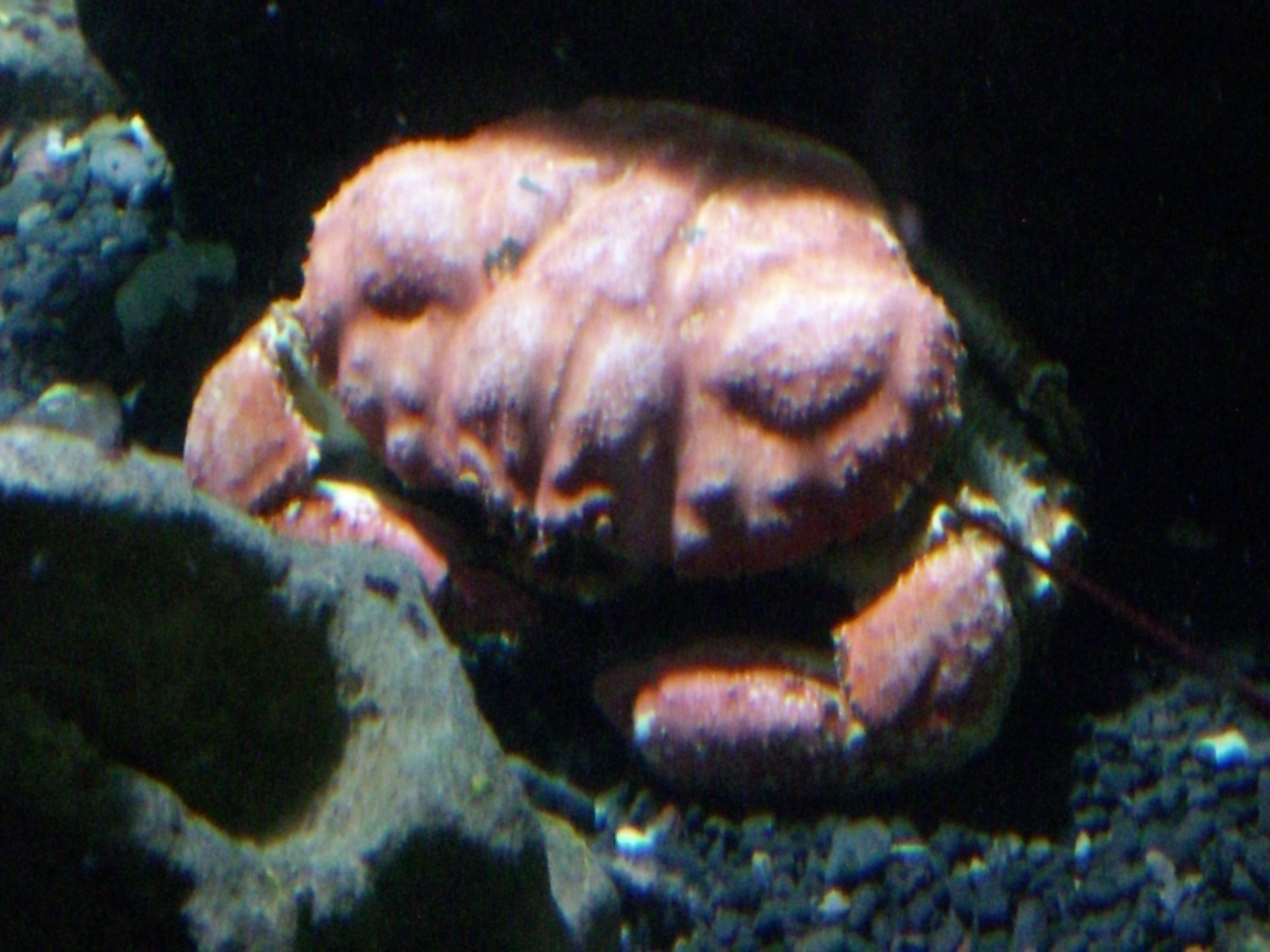
Pseudocarcinus gigas

## Référence
- Ortmann, 1893 : Die Decapoden-Krebse des Strassburger Museums, mit besonderer Berücksichtigung der von Herrn Dr. Döderlein bei Japan und bei den Liu-Kiu-Inseln gesammelten und zur Zeit im Strassburger Museum aufbewahrten Formen. VII. Theil. Abtheilung: Brachyura (Brachyura genuina Boas) II. Unterabtheilung: Cancroidea, 2. Section: Cancrinea, 1. Gruppe: Cyclometopa. Zoologische Jahrbücher. Abteilung für Systematik, Geographie und Biologie der Thiere, vol 7, n. 3, p. 411–495.

## Sources
- Ng, Guinot & Davie, 2008 : Systema Brachyurorum: Part I. An annotated checklist of extant brachyuran crabs of the world. Raffles Bulletin of Zoology Supplement, n. 17 p. 1–286.
- De Grave & al., 2009 : A Classification of Living and Fossil Genera of Decapod Crustaceans. Raffles Bulletin of Zoology Supplement, n. 21, p. 1-109.